# Гавгамели
Гавгамели сучасна назва — Тель-Гомель — поселення у Месопотамії, на північний захід від міста Ербіль, поряд із яким 1 жовтня 331 до н. е. Александр Македонський завдав поразки перській армії Дарія III Кодомана.
| Ірак | Це незавершена стаття з географії Іраку. Ви можете допомогти проєкту, виправивши або дописавши її. |